# Wrightbus
Wrightbus is een Britse carrosseriebouwer voor autobussen. Het bedrijf werd in 1946 opgericht onder de naam Robert Wright & Son en was gevestigd in Ballymena in Noord-Ierland. Door faillissement werd de fabriek in 2019 gesloten. In oktober van dat jaar maakte Wrightbus een doorstart. De nieuwe eigenaar werd Bamford Bus Company, onderdeel van het wereldwijde constructiebedrijf JCB.

## Activiteiten
Het bedrijf ontwikkelde diverse bussen op basis van verschillende chassis van onder andere Volvo, MAN, Dennis, Mercedes-Benz en VDL Bus Chassis. In het Verenigd Koninkrijk rijden talrijke bussen van Wright-makelij.
In opdracht van Arriva Nederland bouwde Wrightbus tussen 2001 en 2003 een carrosserie op het VDL SB200 chassis van VDL. Deze bus staat bekend onder de naam Wright Commander. Ook volgde er een midi-(stads)bus onder de naam Wright Cadet op basis van het VDL SB120 chassis. 
Het bedrijf staat onder meer bekend om de bouw van de New Routemaster (ook bekend als Borismaster), waarvan tussen 2011 en 2017 duizend exemplaren zijn gebouwd voor de vervoerbedrijven die de lijnen van Transport for London exploiteren. Deze bus is in technisch opzicht gebaseerd op het dubbeldeksbusmodel Wright Eclipse Gemini 2, maar het carrosserie-ontwerp is geheel anders.

## Einde van het bedrijf
Busbouwer Wrightbus met 1300 werknemers, onderdeel van het familiebedrijf Wright Group en eigendom van de Unionistische politicus en ondernemer William Wright (zoon van de oprichter Robert Wright), kampte met cashflowproblemen en was op zoek naar investeringen of een nieuwe eigenaar. Op 26 september 2019 heeft Wrightbus faillissement aangevraagd. Na de verkoop aan Bamford en de doorstart werden in november 2019 de eerste bussen geleverd aan FirstGroup in de regio Leeds. 

## Wrightbus-producten
- Wright StreetLite
- Wright New Routemaster
- Wright Cadet
- Wright Commander

## Afbeeldingen

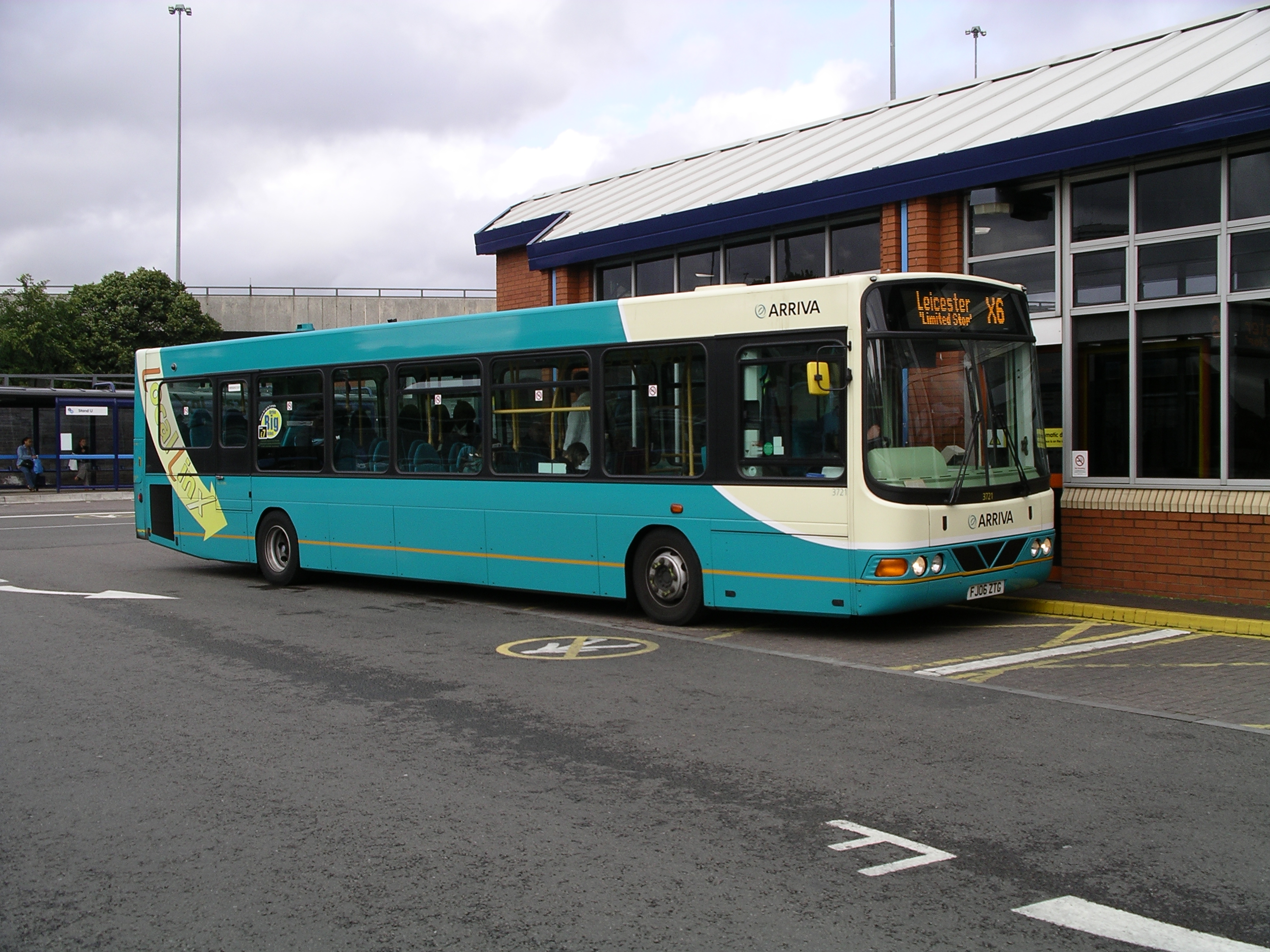
Wright Commander van Arriva Midlands Ltd
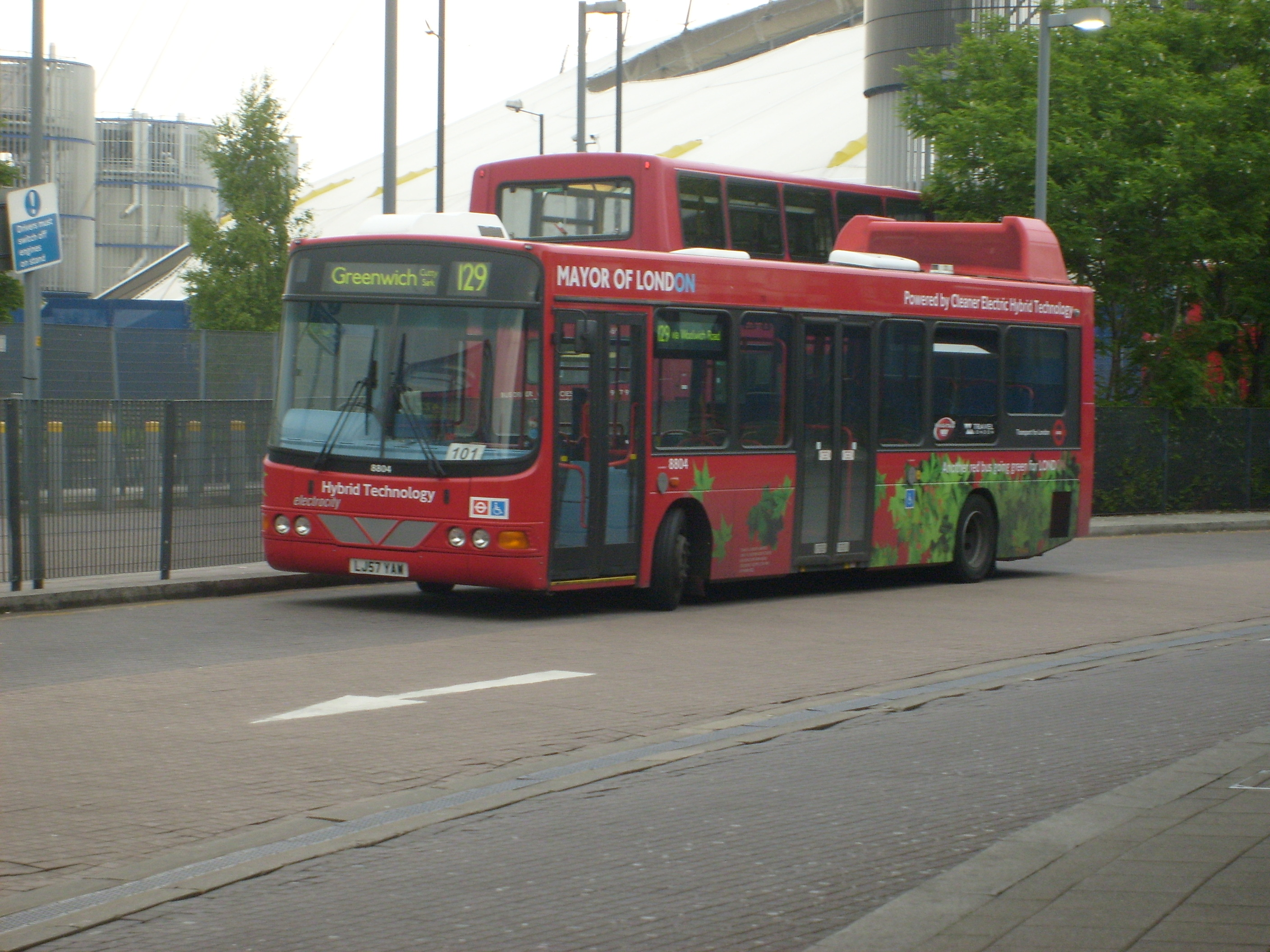
Hybride bus Wright Electrocity in Londen
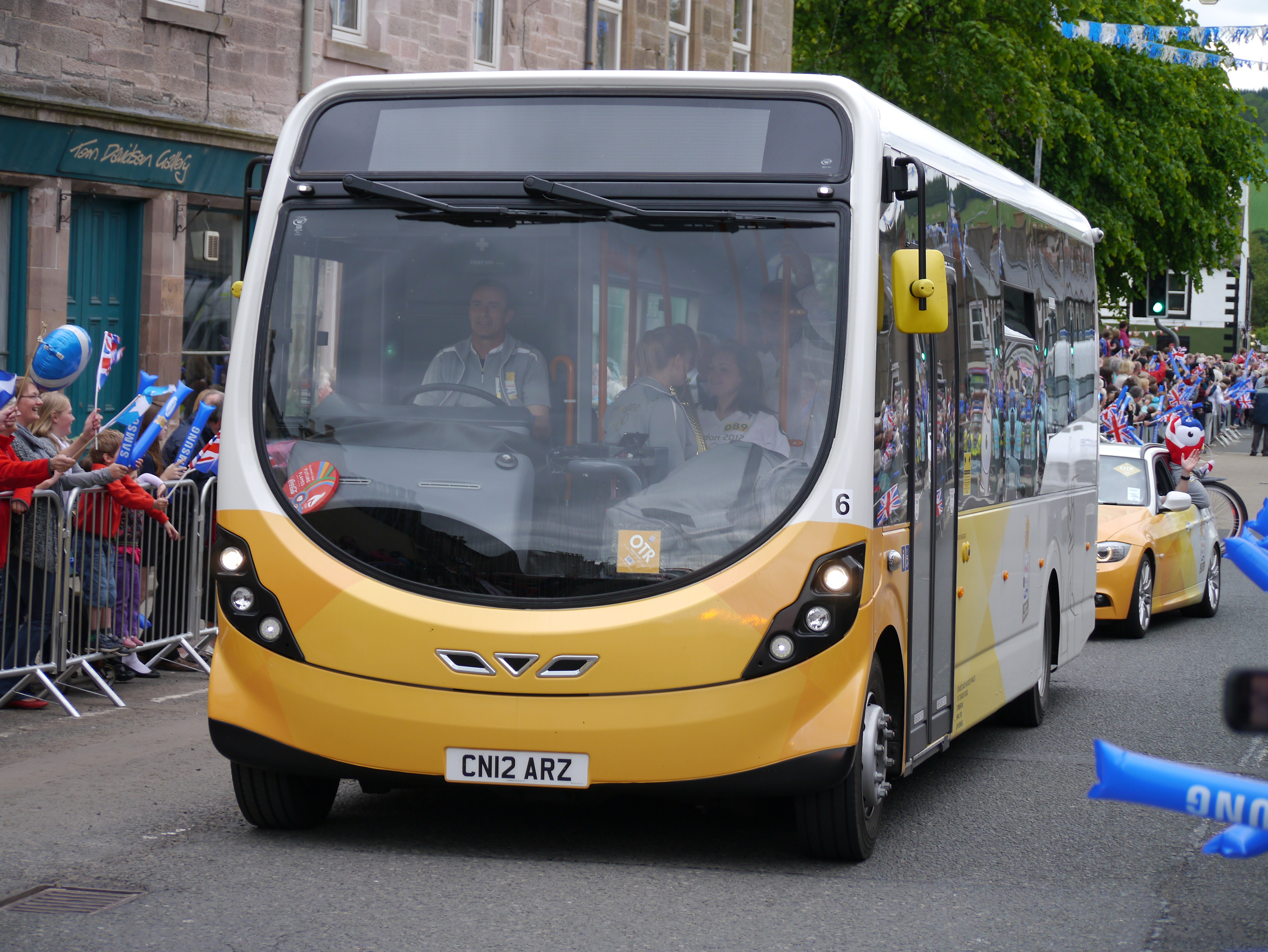
Wright StreetLite van Stagecoach voor de estafetteloop van het Olympische vuur
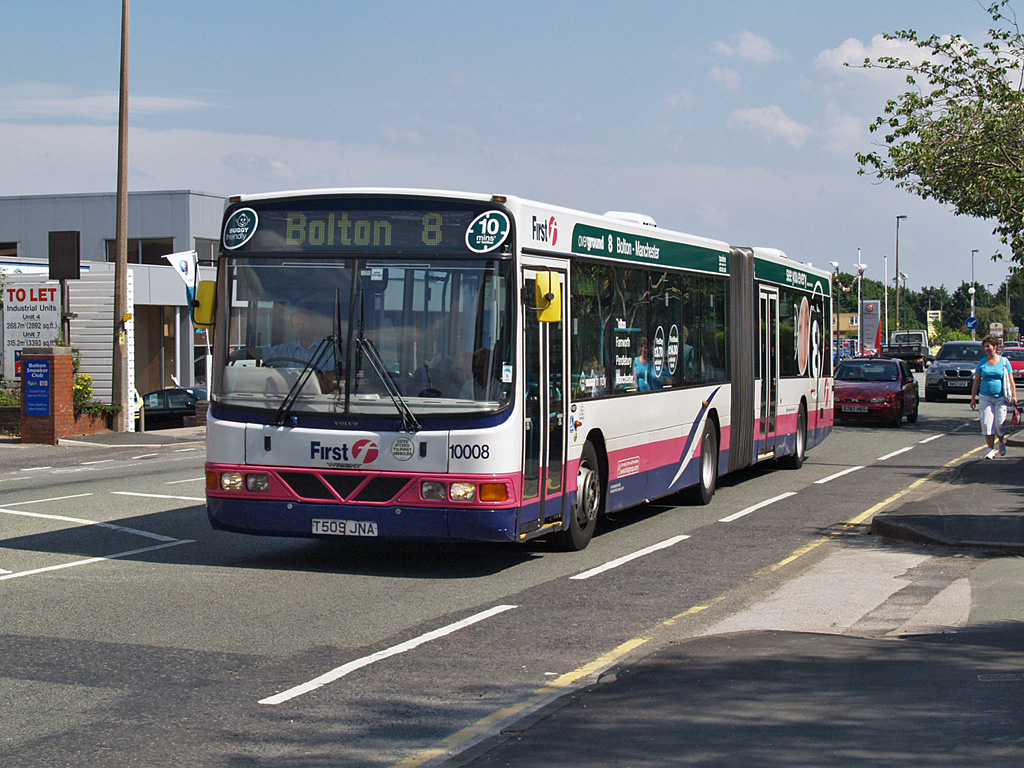
Gelede bus Wright Fusion op Volvo-chassis
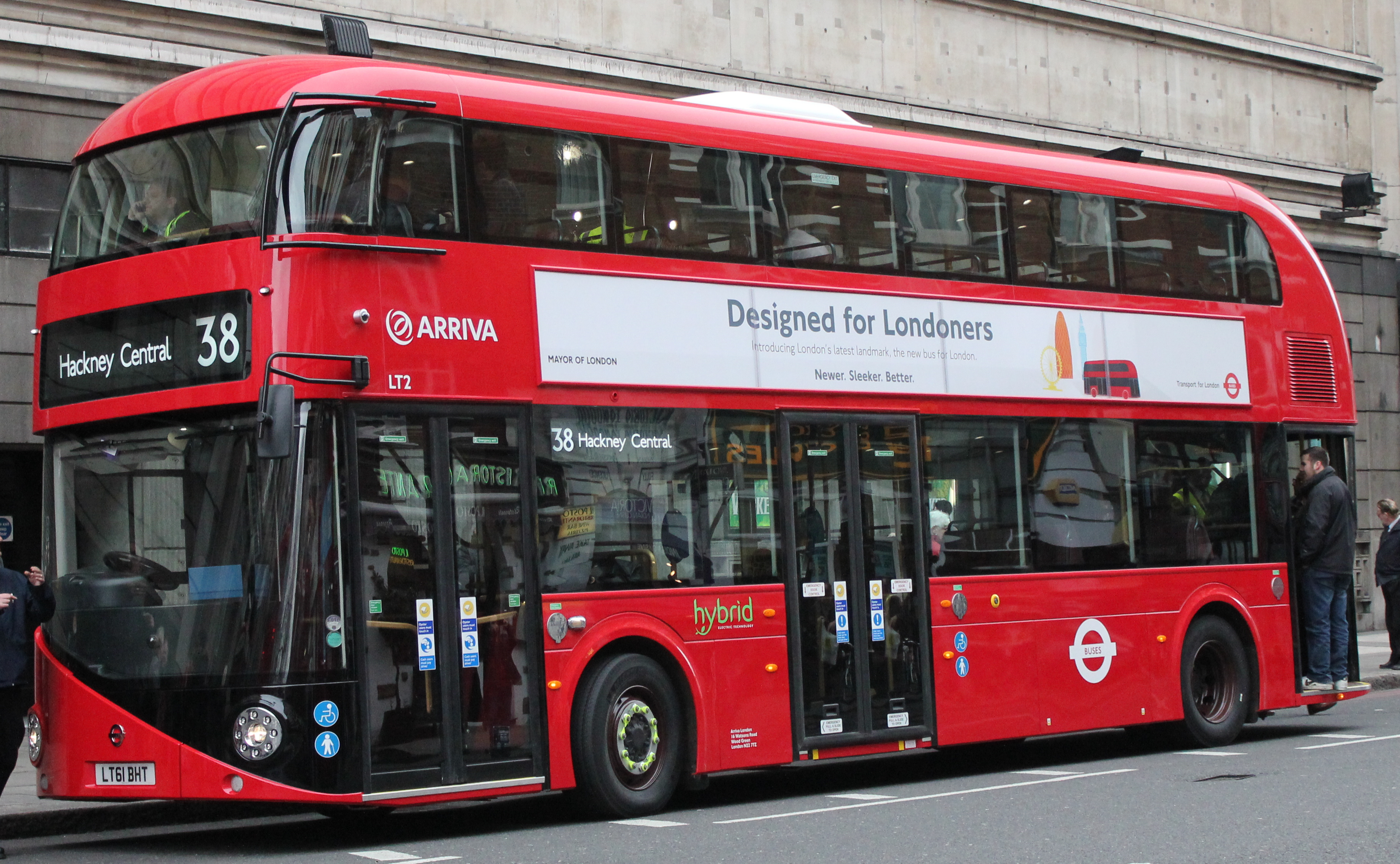
Hybride New Routemaster in Londen
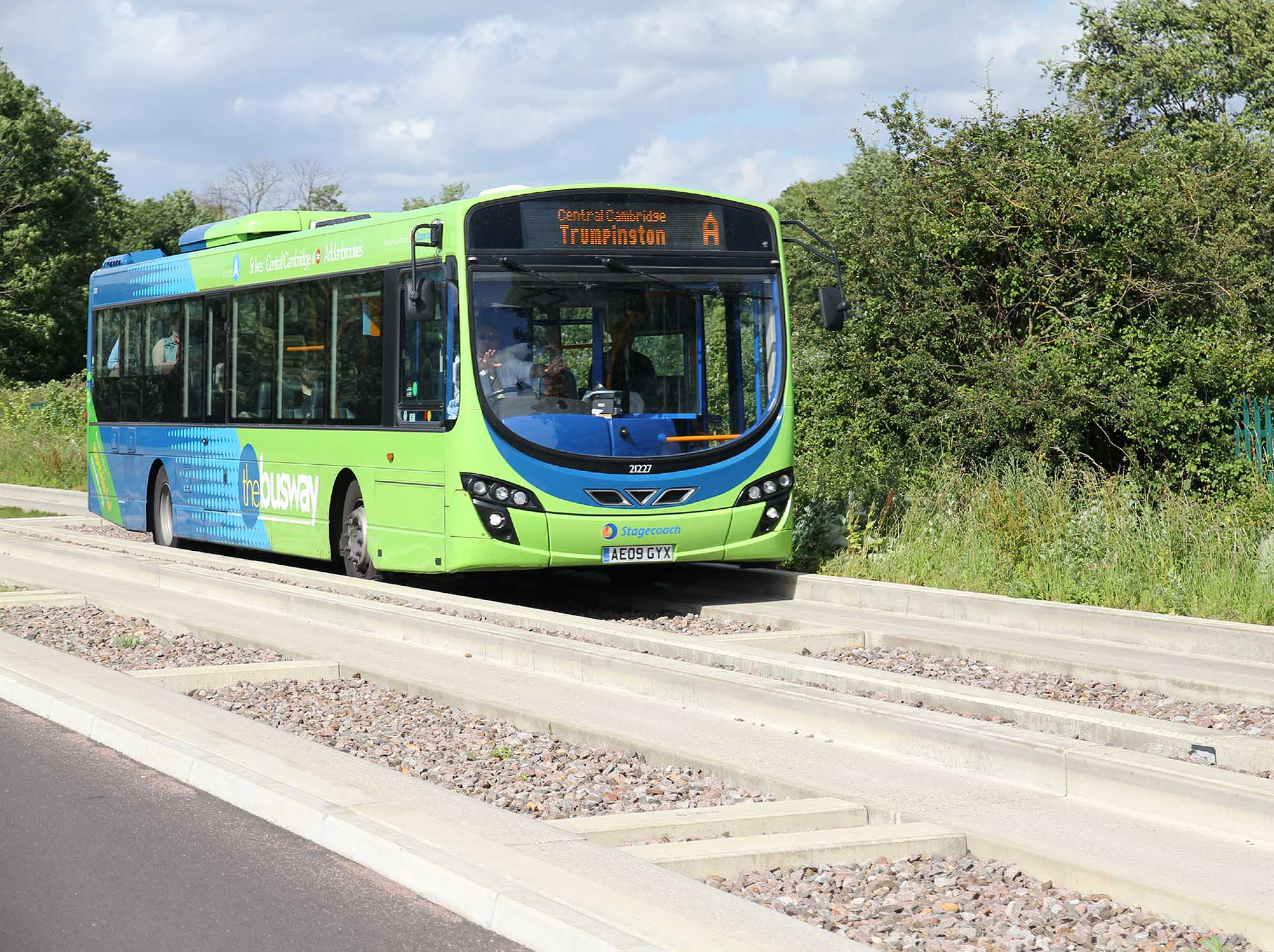
Wrightbus Eclipse 2 enkeldekker op de Cambridgeshire Guided Busway